# Alexander George Fraser
Pour les articles homonymes, voir Alexander Fraser et Fraser.
Alexander George Fraser (1786–1865) est un peintre écossais qui expose ses peintures à la Royal Academy de Londres pendant de nombreuses années. Son fils, Alexander Fraser (peintre) (en) (1827-1899), est également un artiste de premier plan avec lequel il est parfois confondu (et ses peintures sont parfois identifiées à tort comme étant de son fils).

## Biographie

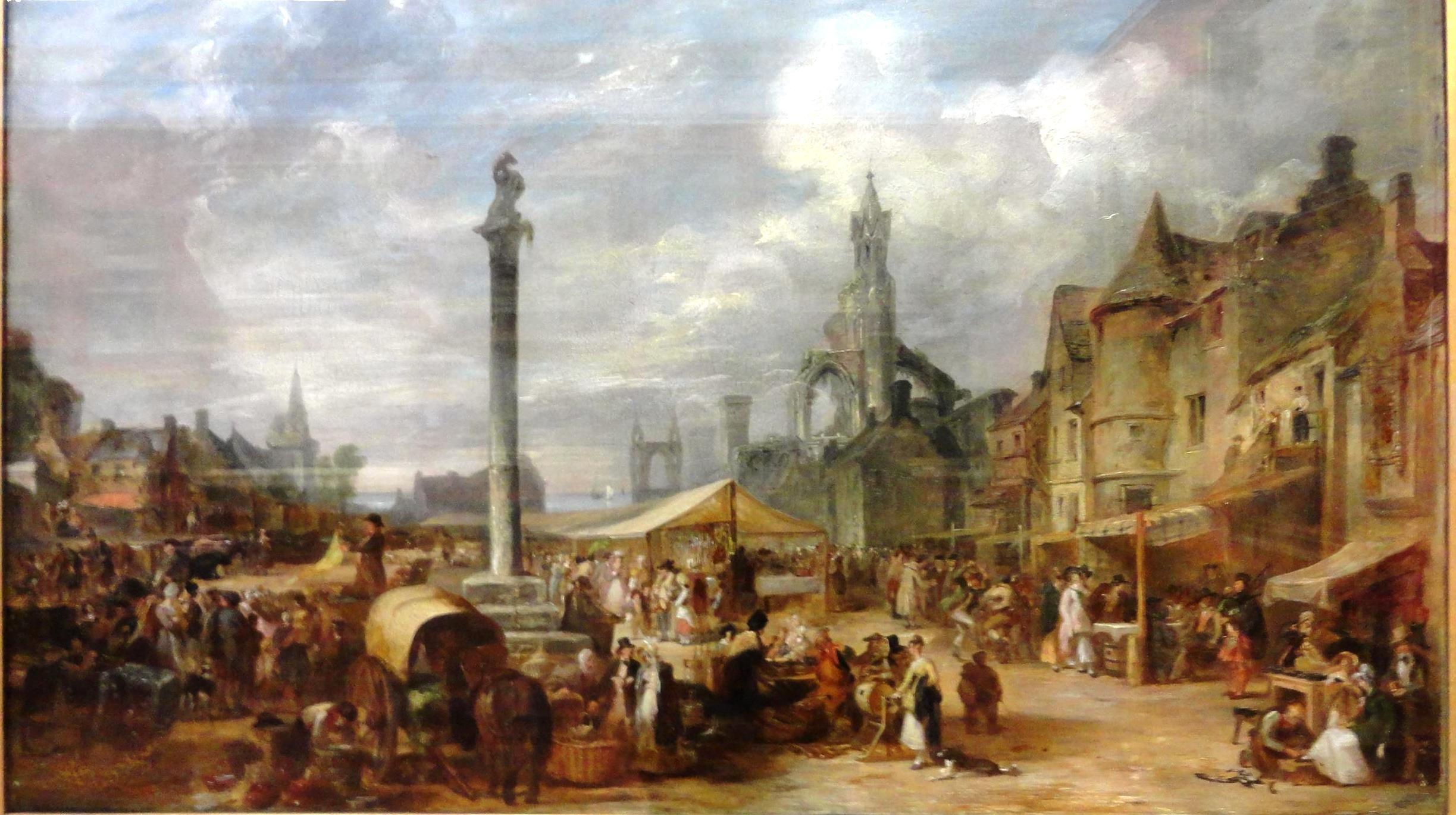
The Scotch Fair (c. 1834) L'arrière-plan du tableau consiste en une collation d'éléments que l'on trouve à St Andrews, St Monans et Culross

Fraser est né à Édimbourg le 7 avril 1786. Il est le fils d'Alexander Fraser, un épicier, et sa mère, Madgalane Davie.
Il étudie la peinture auprès de John Graham (1754-1817) à la Trustees Drawing Academy d'Édimbourg. Il est un camarade de classe de William Allan (1782–1850), John Burnet (1784–1868) et David Wilkie (1785–1841). Il commence à exposer à la Royal Academy en 1810 et s'installe à Londres en 1813. David Wilkie l'a précédé à Londres et il emploie Fraser comme assistant pour peindre des détails et des natures mortes dans ses tableaux. Parmi les nombreux admirateurs de Wilkie, Fraser est le plus capable. Beaucoup de ses peintures sont humoristiques et à petite échelle, par exemple The Scotch Fair (vers 1834) ou Music Makers. Le 30 juin 1826, il épouse Janet William Moir à Édimbourg, et ils ont Alexander Fraser. En 1840, Fraser est élu membre associé de la Royal Scottish Academy, institution qu'il contribue à fonder. En 1842, son Naaman guéri de la lèpre obtient la prime de la British Institution du meilleur tableau de l'année. À partir de 1848, des problèmes de santé l'empêchent de peindre et il cesse d'exposer à la Royal Academy.
Il meurt à Wood Green, Hornsey, Londres le 15 février 1865 et est enterré dans une fosse commune du côté est du cimetière de Highgate (parcelle n° 13621) huit jours plus tard.